# Nederlandse kampioenschappen atletiek 1958
In 1958 werden de Nederlandse kampioenschappen atletiek gehouden op 5 en 6 juli op de Nenijto-sintelbaan in Rotterdam. De organisatie lag in handen van het district Zuid-Holland van de in KNAU. De weersomstandigheden waren bewolkt met een koele noordelijke wind. 
Nieuw op het programma was het nummer 400 m hardlopen voor dames, mede ingevoerd omdat dit later in het seizoen ook voor het eerst zou worden gelopen op de Europese kampioenschappen atletiek 1958 in Stockholm. Eerste Nederlandse kampioene was Corrie Bekker van Sprint Breda.
Op 17 augustus werd het NK op het onderdeel 200m horden gehouden in Vlaardingen.
Het NK-marathon werd op 6 augustus gehouden in de Zaanstreek met Zaandam als finishplaats.
Het Nederlands kampioenschap tienkamp (heren) vond op 6 en 7 augustus plaats in Eindhoven plaats, terwijl het Nederlands kampioenschap vijfkamp (dames) op dezelfde data plaatsvond in sportpark Veenoord in Sleen Drenthe. 
Ten slotte werden de Nederlandse kampioenschappen 20 en 50 km snelwandelen gehouden op respectievelijk 22 juni in het Kralingse Bos in Rotterdam en op 13 juli in Amsterdam.

## Uitslagen

### 100 m
| rang   | atleet            | prestatie |
| ------ | ----------------- | --------- |
| Goud   | Henk Visser       | 10,5 s    |
| Zilver | Aad van Hardeveld | 10,6 s    |
| Brons  | Hans Ruyters      | 10,7 s    |

| rang   | atlete          | prestatie |
| ------ | --------------- | --------- |
| Goud   | Hannie Bloemhof | 11,7 s    |
| Zilver | Joke Bijleveld  | 11,7 s    |
| Brons  | Ria van Kuyk    | 11,7 s    |

### 200 m
| rang   | atleet       | prestatie |
| ------ | ------------ | --------- |
| Goud   | Hans Smit    | 21,3 s    |
| Zilver | Hans Ruyters | 21,4 s    |
| Brons  | Egbert Otten | 21,6 s    |

| rang   | atlete          | prestatie |
| ------ | --------------- | --------- |
| Goud   | Hannie Bloemhof | 24,0 s    |
| Zilver | Ria van Kuyk    | 24,2 s    |
| Brons  | Nannie Haase    | 24,4 s    |

### 400 m
| rang   | atleet          | prestatie |
| ------ | --------------- | --------- |
| Goud   | Piet Yska       | 48,9 s    |
| Zilver | Arend Karenbelt | 49,1 s    |
| Brons  | Fred Moerman    | 49,3 s    |

| rang   | atlete                   | prestatie   |
| ------ | ------------------------ | ----------- |
| Goud   | Corrie Bekker            | 58,3 s N.R. |
| Zilver | Sietske Rijpstra-Jeltema | 59,1 s      |
| Brons  | Ans Merison-de Jong      | 60,5 s      |

### 800 m
| rang   | atleet        | prestatie |
| ------ | ------------- | --------- |
| Goud   | Henk Haus     | 1.52,0    |
| Zilver | Henk Heida    | 1.53,6    |
| Brons  | Ton van Dorst | 1.54,3    |

| rang   | atlete            | prestatie |
| ------ | ----------------- | --------- |
| Goud   | Marie Poissonnier | 2.20,5    |
| Zilver | Toos Adriaansen   | 2.20,6    |
| Brons  | Stien Scharleman  | 2.21,6    |

### 1500 m
| rang   | atleet                | prestatie |
| ------ | --------------------- | --------- |
| Goud   | Harry Janssen         | 3.52,0    |
| Zilver | Mijndert Blankensteyn | 3.53,0    |
| Brons  | Bertus Veldhoven      | 3.56,9    |

### 5000 m
| rang   | atleet        | prestatie |
| ------ | ------------- | --------- |
| Goud   | Joep Delnoye  | 14.38,6   |
| Zilver | Jan Keesom    | 14.58,0   |
| Brons  | Harry Dekkers | 15.07,0   |

### 10.000 m
| rang   | atleet      | prestatie |
| ------ | ----------- | --------- |
| Goud   | Hein Cujé   | 29.49,2   |
| Zilver | Henk Viset  | 30.13,6   |
| Brons  | Wim Roovers | 30.32,4   |

### 110 m horden/80 m horden
| rang   | atleet          | prestatie |
| ------ | --------------- | --------- |
| Goud   | Eef Kamerbeek   | 14,4 s    |
| Zilver | Peter Nederhand | 14,5 s    |
| Brons  | Eddy Boere      | 14,8 s    |

| rang   | atlete               | prestatie |
| ------ | -------------------- | --------- |
| Goud   | Wil Bakker-Cysouw    | 11,2 s    |
| Zilver | Corrie van den Bosch | 11,3 s    |
| Brons  | Hennie Westra        | 11,8 s    |

### 200 m horden
| rang   | atleet     | prestatie |
| ------ | ---------- | --------- |
| Goud   | Eddy Boere | 24,7      |
| Zilver | Claassen   | 26,5      |
| Brons  | Dukker     | 27,0      |

### 400 m horden
| rang   | atleet      | prestatie |
| ------ | ----------- | --------- |
| Goud   | Eddy Boere  | 55,5 s    |
| Zilver | Wim Thissen | 56,1 s    |
| Brons  | Henk Timme  | 56,9 s    |

### 3000 m steeplechase
| rang   | atleet         | prestatie |
| ------ | -------------- | --------- |
| Goud   | Antoon Jonkers | 9.24,4    |
| Zilver | Sjoerd Koster  | 9.29,8    |
| Brons  | Jan Vergeer    | 9.43,8    |

### Verspringen
| rang   | atleet          | prestatie |
| ------ | --------------- | --------- |
| Goud   | Henk Visser     | 7,21 m    |
| Zilver | Albert Hofstede | 7,17 m    |
| Brons  | Eef Kamerbeek   | 6,45 m    |

| rang   | atlete                         | prestatie |
| ------ | ------------------------------ | --------- |
| Goud   | Wemmy Spierenburg-Scholtemeyer | 5,65 m    |
| Zilver | Dini Hobers                    | 5,65 m    |
| Brons  | Mieke Schenk                   | 5,62 m    |

### Hink-stap-springen
| rang   | atleet          | prestatie |
| ------ | --------------- | --------- |
| Goud   | Albert Hofstede | 15,14 m   |
| Zilver | Anne de Jong    | 13,90 m   |
| Brons  | D. Oosterhagen  | 13,73 m   |

### Hoogspringen
| rang   | atleet               | prestatie |
| ------ | -------------------- | --------- |
| Goud   | Jan Willem Nummerdor | 1,84 m    |
| Zilver | Harry van Kleeff     | 1,84 m    |
| Brons  | Peter Niehorster     | 1,74 m    |

| rang   | atlete         | prestatie |
| ------ | -------------- | --------- |
| Goud   | Nel Zwier      | 1,62 m    |
| Zilver | Dini Hobers    | 1,52 m    |
| Brons  | Truus Maathuis | 1,47 m    |

### Polsstokhoogspringen
| rang   | atleet         | prestatie |
| ------ | -------------- | --------- |
| Goud   | Servee Wijsen  | 3,60 m    |
| Zilver | Marinus van Es | 3,50 m    |
| Brons  | Chris Gelens   | 3,40 m    |

### Kogelstoten
| rang   | atleet           | prestatie |
| ------ | ---------------- | --------- |
| Goud   | Cees Koch        | 15,45 m   |
| Zilver | Cees van Wees    | 14,86 m   |
| Brons  | Jelle Doornbosch | 13,80 m   |

| rang   | atlete               | prestatie |
| ------ | -------------------- | --------- |
| Goud   | Dini Hobers          | 13,43 m   |
| Zilver | Corrie van den Bosch | 13,07 m   |
| Brons  | Truus Haasdonk       | 12,97 m   |

### Discuswerpen
| rang   | atleet       | prestatie |
| ------ | ------------ | --------- |
| Goud   | Cees Koch    | 50,58 m   |
| Zilver | Joop Fikkert | 43,64 m   |
| Brons  | Herman Timme | 37,47 m   |

| rang   | atlete               | prestatie |
| ------ | -------------------- | --------- |
| Goud   | Corrie van den Bosch | 45,19 m   |
| Zilver | Corry Huygen         | 43,65 m   |
| Brons  | Ida Kok              | 42,20 m   |

### Speerwerpen
| rang   | atleet               | prestatie |
| ------ | -------------------- | --------- |
| Goud   | Joop Fikkert         | 65,63 m   |
| Zilver | Eef Kamerbeek        | 63,66 m   |
| Brons  | Frans van der Heyden | 61,03 m   |

| rang   | atlete            | prestatie |
| ------ | ----------------- | --------- |
| Goud   | Margreet van Zelm | 42,83 m   |
| Zilver | Wil van Montfoort | 38,62 m   |
| Brons  | Ada Kok           | 37,30 m   |

### Kogelslingeren
| rang   | atleet        | prestatie |
| ------ | ------------- | --------- |
| Goud   | Piet Hamer    | 47,58 m   |
| Zilver | Jan Romani    | 46,50 m   |
| Brons  | Jan Kamerbeek | 45,82 m   |

### Tienkamp/Vijfkamp
| rang   | atleet        | prestatie |
| ------ | ------------- | --------- |
| Goud   | Eef Kamerbeek | 6639 p    |
| Zilver | Herman Timme  | 6093 p    |
| Brons  | A. Klaassen   | 5156 p    |

| rang   | atlete               | prestatie |
| ------ | -------------------- | --------- |
| Goud   | Dini Hobers          | 4329 p    |
| Zilver | Corrie van den Bosch | 4103 p    |
| Brons  | Mieke Schenk         | 3851 p    |

### Marathon
| rang   | atleet         | prestatie |
| ------ | -------------- | --------- |
| Goud   | Piet Bleeker   | 2:29.39,0 |
| Zilver | Joop Frederiks | 2:39.19,0 |
| Brons  | Wil Maaskant   | 2:56.08,0 |

### 20 km snelwandelen
| rang   | atleet          | prestatie |
| ------ | --------------- | --------- |
| Goud   | Jack Heije      | 1:47.17,0 |
| Zilver | Jan Cijs        | 1:47.35,0 |
| Brons  | Wim Hoogendoorn | 1:53.35,0 |

### 50 km snelwandelen
| rang   | atleet        | prestatie |
| ------ | ------------- | --------- |
| Goud   | Jan Cijs      | 5:01.00,0 |
| Zilver | Jack Heije    | 5:06.00,0 |
| Brons  | van Wieringen | 5:16.00,0 |

1904 · 
1908 · 
1909 · 
1910 · 
1911 · 
1912 · 
1913 · 
1914 · 
1915 · 
1917 · 
1918 · 
1919 · 
1920 · 
1921 · 
1922 · 
1923 · 
1924 · 
1925 · 
1926 · 
1927 · 
1928 · 
1929 · 
1930 · 
1931 · 
1932 · 
1933 · 
1934 · 
1935 · 
1936 · 
1937 · 
1938 · 
1939 · 
1940 · 
1941 · 
1942 · 
1943 · 
1944 · 
1946 · 
1947 · 
1948 · 
1949 · 
1950 · 
1951 · 
1952 · 
1953 · 
1954 · 
1955 · 
1956 · 
1957 · 
1958 · 
1959 · 
1960 · 
1961 · 
1962 · 
1963 · 
1964 · 
1965 · 
1966 · 
1967 · 
1968 · 
1969 · 
1970 · 
1971 · 
1972 · 
1973 · 
1974 · 
1975 · 
1976 · 
1977 · 
1978 · 
1979 · 
1980 · 
1981 · 
1982 · 
1983 · 
1984 · 
1985 · 
1986 · 
1987 · 
1988 · 
1989 · 
1990 · 
1991 · 
1992 · 
1993 · 
1994 · 
1995 · 
1996 · 
1997 · 
1998 · 
1999 · 
2000 · 
2001 · 
2002 · 
2003 · 
2004 · 
2005 · 
2006 · 
2007 · 
2008 · 
2009 · 
2010 · 
2011 · 
2012 · 
2013 · 
2014 · 
2015 · 
2016 ·
2017 ·
2018 ·
2019 ·
2020 ·
2021 ·
2022 ·
2023 ·
2024 ·
2025